# Bergtjärnen (Ljustorps socken, Medelpad, 694693-157994)
Bergtjärnen är en sjö i Timrå kommun i Medelpad och ingår i Indalsälvens huvudavrinningsområde. Sjön är 6,7 meter djup, har en yta på 0,0117 kvadratkilometer och är belägen 119,7 meter över havet.

## Delavrinningsområde
Bergtjärnen ingår i det delavrinningsområde (694719-157883) som SMHI kallar för Ovan Hamrebäcken. Medelhöjden är 125 meter över havet och ytan är 17,11 kvadratkilometer. Räknas de 57 avrinningsområdena uppströms in blir den ackumulerade arean 437,12 kvadratkilometer. Ljustorpsån (Återvänningsån) som avvattnar avrinningsområdet har biflödesordning 2, vilket innebär att vattnet flödar genom totalt 2 vattendrag innan det når havet efter 22 kilometer. Avrinningsområdet består mestadels av skog (66 procent) och jordbruk (21 procent). Bebyggelsen i området täcker en yta av 0,35 kvadratkilometer eller 2 procent av avrinningsområdet.